# Vadim Nemkov
Vadim Aleksandrovich Nemkov (Bélgorod, Óblast de Bélgorod, Rusia; 20 de junio de 1992) es un artista marcial mixto ruso y un cuatro veces Campeón Mundial de sambo que actualmente compite en las categorías de peso pesado y peso semipesado de Bellator MMA y Professional Fighters League, donde es el actual Campeón Mundial de Peso Semipesado de Bellator. Desde el 20 de junio de 2023, Nemkov está en la posición #1 del ranking libra por libra masculino de Bellator. Vadim es el hermano menor de Viktor Nemkov y es el protegido de la leyenda de MMA y maestro en sambo Fedor Emelianenko. Nemkov está actualmente en la posición #1 del ranking de Peso Semipesado de Sherdog,  #4 según Fight Matrix y en el #5 según Combat Press.

## Primeros años
Nemkov nació el 20 de junio de 1992 en Bélgorod. En su juventud Vadim gustaba de practicar sambo, ganando la medalla de bronce en 2013 en los Campeonatos Mundiales de Sambo en la categoría de 100 kg. Nemkov ha ganado cuatro veces medalla de oro en sambo entre 2014 y 2019.
Nemkov recibió su educación superior en Belgorod State Technological University. V. G. Shukhov. Luego sirvió en el ejército.

## Carrera de artes marciales mixtas

### Primeros años
Entre junio de 2013 y agosto de 2015 Nemkov acumuló un récord de 4–0 en promociones regionales de Rusia, ganando las cuatro peleas por finalización.

### Rizin Fighting Federation

#### Grand Prix de Rizin Fighting de 2015
En noviembre de 2015,, la promoción japonesa, sucesora de PRIDE Fighting Championships, Rizin Fighting Federation anunció los brackets para el Grand Prix de Peso Pesado que ocurriría el 29 y 31 de diciembre. Se anunció que Nemkov haría su debut promocional contra Goran Reljic. Nemkov ganó la pelea por KO en el primer asalto, avanzando a las semifinales. En las semifinales el 31 de diciembre, Nemkov enfrentó a Jiří Procházka, perdiendo por retirada debido al agotamiento durante el primer asalto de diez minutos.

#### Rizin 1
Nemkov regresó para enfrentar a Karl Albrektsson el 16 de abril de 2016 en Rizin 1. Nemkov perdió la pelea por decisión dividida.

#### Rizin Fighting Word Grand Prix 2016: Second Round
Luego de una pelea en Rusia para Fight Nights Global, Nemkov compitió de nuevo en Rizin contra Alison Vicente el 29 de diciembre de 2016 en RIZIN FF WGP 2nd round. Nemkov ganó la pelea por TKO en el primer asalto.

### Fight Nights Global

#### Fight Nights Global 50: Emelianenko vs Maldonado
El 17 de junio de 2016, Nemkov enfrentó a Mikołaj Różanski en Fight Nights Global 50: Emelianenko vs Maldonado en San Petersburgo, Rusia. Ganó la pelea por TKO en el primer asalto.

### Bellator MMA
El 25 de agosto de 2017, Nemkov debutó en Bellator contra Philipe Lins en Bellator 182. Ganó la pelea por KO en el primer asalto.
En su segunda aparición en la promoción, Nemkov enfrentó al ex-campeón de Peso Semipesado de Bellator Liam McGeary en Bellator 194 el 16 de febrero de 2017. Nemkov ganó la pelea por TKO (legkicks) en el tercer asalto.
Nemkov nuevamente enfrentó a un ex-campeón de Peso Semipesado en Phil Davis el 15 de noviembre de 2018 en Bellator 209. Nemkov ganó la pelea por decisión dividida.
A comienzos de 2019, Nemkov firmó un nuevo contrato de múltiples peleas con Bellator MMA. Como la primera de las peleas de su contrato, Nemkov enfrentó al ex-campeón de Peso Mediano de Bellator Rafael Carvalho en Bellator 230 el 12 de octubre de 2019. Nemkov ganó la pelea por sumisión en el segundo asalto.

#### Campeonato Mundial de Peso Semipesado de Bellator
Luego de conseguir cuatro victorias consecutivas en Bellator, tres de las cuales fueron contra ex-campeones de Bellator, Nemkov fue reservado para retar a Ryan Bader en Bellator 242 el 9 de mayo de 2020 por el Campeonato Mundial de Peso Semipesado de Bellator MMA. Sin embargo, más tarde se anunciaría que el Bellator 242 y la pelea de Nemkov contra Bader sería pospuesta por la Pandemia de COVID-19. La pelea con Bader fue reagendada y sucedió el 21 de agosto de 2020 en Bellator 244. Nemkov ganó la pelea por TKO en el segundo asalto para capturar el Título Mundial de Peso Semipesado de Bellator.

##### Grand Prix de Peso Semipesado de Bellator
El 9 de febrero de 2021, fue anunciado que Nemkov defendería su título Semipesado de Bellator en el Grand Prix de Peso Semipesado. Se anunció que Nemkov haría su primera defensa titular contra Phil Davis, en una revancha de su pelea de noviembre de 2018, la cual vio a Nemkov ganar por decisión dividida. La pelea ocurrió en Bellator 257 el 16 de abril de 2021. Nemkov ganó la pelea por decisión unánime, con Nemkov controlando los primeros tres asaltos de pie.
En las semifinales del Grand Prix, Nemkov estaba agendado para enfrentar a Anthony Johnson el 16 de octubre de 2021 en Bellator 268. El 18 de septiembre, fue anunciado que Johnson se retiró del Grand Prix por una lesión desconocida y sería reemplazado por Julius Anglickas. Nemkov dominó la pelea con lucha y golpeo a ras de lona, consiguiendo finalmente la victoria por sumisión en el cuarto asalto.
En la final del Grand Prix de Peso Semipesado de Bellator, Nemkov enfrentó a Corey Anderson defendiendo su título semipesado y por el millón de dólares de premio el 15 de abril de 2022, en  Bellator 277. La pelea terminaría en un sin resultado luego de un choque de cabezas que resultó en un corte en la ceja izquierda de Nemkov que lo dejó incapaz de continuar.
Nemkov enfrentó nuevamente a Anderson en la final del Grand Prix de Peso Semipesado el 18 de noviembre de 2022, en Bellator 288. Nemkov ganó la pelea por decisión unánime, defendiendo su título y ganando el millón de dólares del torneo en el proceso.
Nemkov estaba programado para enfrentar a Yoel Romero el 4 de febrero de 2023, en Bellator 290. Sin embargo, Nemkov se retiró de la cartelera y la pelea fue cancelada.
En enero de 2023, Bellator anunció que habían firmado un contrato de múltiples años y múltiples peleas con Nemkov.
Nemkov hizo la cuarta defensa de su título contra Yoel Romero el 16 de junio de 2023, en Bellator 297. Ganó la pelea por una muy dominante decisión unánime.

#### Bellator vs. PFL
Nemkov enfrentó al Campeón de Peso Pesado de PFL de 2021 Bruno Cappelozza el 24 de febrero de 2024, en PFL vs. Bellator. Ganó la pelea por sumisión técnica en el segundo asalto.
Nemkov enfrentó al ex-retador al Campeonato Interino de Peso Pesado de Bellator Timothy Johnson el 25 de febrero de 2025, en PFL Champions Series 1. Ganó la pelea por sumisión en el primer asalto.

## Vida personal
Nemkov sirvió en la decimosexta brigada Spetsnaz en 2010.
Desde 2015, Nemkov está casado y tienen una hija.

## Campeonatos y logros
- Bellator MMA
  - Campeonato Mundial de Peso Semipesado de Bellator (Una vez; actual)
    - Cinco defensas titulares exitosas

  - Mayor cantidad de defensas del título de peso semipesado en la historia de Bellator MMA (5)
  - Ganador del Grand Prix de Peso Semipesado de Bellator de 2021
- Professional Fighters League
  -  Ganador del súper título de Campeones de PFL vs. Campeones de Bellator (Una vez)
- Rizin Fighting Federation
  - Semifinalista del Grand Prix de Peso Pesado de Rizin de 2015

## Récord en artes marciales mixtas
| Récord profesional | Récord profesional | Récord profesional |
| 22 peleas          | 19 victorias       | 2 derrotas         |
| ------------------ | ------------------ | ------------------ |
| Nocaut             | 10                 | 1                  |
| Sumisión           | 5                  | 0                  |
| Decisión           | 4                  | 1                  |
| Sin resultado      | 1                  | 1                  |

| Resultado     | Récord   | Oponente         | Método                                       | Evento                                     | Fecha                   | Ronda | Tiempo | Localización            | Notas |
| ------------- | -------- | ---------------- | -------------------------------------------- | ------------------------------------------ | ----------------------- | ----- | ------ | ----------------------- | --- |
| Victoria      | 19–2 (1) | Timothy Johnson  | Sumisión (rear-naked choke)                  | PFL Road to Abu Dhabi Champions Series 1   | 25 de enero de 2025     | 1     | 3:08   | Dubái                   | |
| Victoria      | 18–2 (1) | Bruno Cappelozza | Sumisión técnica (arm-triangle choke)        | PFL vs. Bellator                           | 24 de febrero de 2024   | 2     | 2:13   | Riad                    | Ganó el súper título de Campeones de PFL vs. Campeones de Bellator. Regreso a peso pesado. |
| Victoria      | 17–2 (1) | Yoel Romero      | Decisión (unánime)                           | Bellator 297                               | 16 de junio de 2023     | 5     | 5:00   | Chicago, Illinois       | Defendió el Campeonato Mundial de Peso Semipesado de Bellator. Extendió el récord por la mayor cantidad de defensas titulares en la historia de la división de peso semipesado de Bellator (4).                                                  |
| Victoria      | 16–2 (1) | Corey Anderson   | Decisión (unánime)                           | Bellator 288                               | 18 de noviembre de 2022 | 5     | 5:00   | Chicago, Illinois       | Ganó el Grand Prix de Peso Semipesado de Bellator. Defendió el Campeonato Mundial de Peso Semipesado de Bellator. Rompió el récord por la mayor cantidad de defensas titulares en la historia de la división de peso semipesado de Bellator (3). |
| Sin Resultado | 15–2 (1) | Corey Anderson   | Sin Resultado (choque de cabezas accidental) | Bellator 277                               | 15 de abril de 2022     | 3     | 4:55   | San José, California    | Final del Grand Prix de Peso Semipesado de Bellator. Retuvo el Campeonato Mundial de Peso Semipesado de Bellator. Un choque de cabezas accidental abrió un corte encima del ojo de Nemkov que lo dejó incapaz de seguir.                         |
| Victoria      | 15–2     | Julius Anglickas | Sumisión (kimura)                            | Bellator 268                               | 16 de octubre de 2021   | 4     | 4:25   | Phoenix, Arizona        | Semifinal del Grand Prix de Peso Semipesado de Bellator. Defendió el Campeonato Mundial de Peso Semipesado de Bellator |
| Victoria      | 14–2     | Phil Davis       | Decisión (unánime)                           | Bellator 257                               | 16 de abril de 2021     | 5     | 5:00   | Uncasville, Connecticut | Cuarto de final de Grand Prix de Semipesado de Bellator. Defendió el Campeonato Mundial de Peso Semipesado de Bellator. |
| Victoria      | 13–2     | Ryan Bader       | TKO (patada a la cabeza y golpes)            | Bellator 244                               | 21 de agosto de 2020    | 2     | 3:02   | Uncasville, Connecticut | Ganó el Campeonato Mundial de Peso Semipesado de Bellator. |
| Victoria      | 12–2     | Rafael Caravalho | Sumisión (rear-naked choke)                  | Bellator 230                               | 12 de octubre de 2019   | 2     | 3:56   | Saitama                 | |
| Victoria      | 11–2     | Phil Davis       | Decisión (dividida)                          | Bellator 209                               | 15 de noviembre de 2018 | 3     | 5:00   | Tel Aviv                | |
| Victoria      | 10–2     | Liam McGeary     | TKO (leg kicks)                              | Bellator 194                               | 16 de febrero de 2018   | 3     | 4:02   | Uncasville, Connecticut | |
| Victoria      | 9–2      | Philipe Lins     | KO (golpes)                                  | Bellator 182                               | 25 de agosto de 2017    | 1     | 3:03   | Verona, Nueva York      | |
| Victoria      | 8–2      | Alison Vicente   | TKO (golpes)                                 | RIZIN FF WGP 2nd round                     | 29 de diciembre de 2016 | 1     | 0:55   | Saitama                 | |
| Victoria      | 7–2      | Mikolaj Rozanski | TKO (golpes)                                 | Fight Nights Global 50: Fedor vs Maldonado | 17 de junio de 2016     | 1     | 3:39   | San Petersburgo         | |
| Derrota       | 6–2      | Karl Albrektsson | Decisión (dividida)                          | RIZIN FF 1                                 | 17 de abril de 2016     | 3     | 5:00   | Nagoya                  | Regreso a peso semipesado. |
| Derrota       | 6–1      | Jiří Procházka   | TKO (retiro)                                 | RIZIN WGP Part 2: Iza                      | 31 de diciembre de 2015 | 1     | 10:00  | Saitama                 | Semifinal del Grand Prix de Pesado de Rizin. |
| Victoria      | 6–0      | Goran Reljic     | TKO (golpes)                                 | RIZIN WGP Part 1: Saraba                   | 29 de diciembre de 2015 | 1     | 2:58   | Saitama                 | Debut en peso pesado. Cuartos de final del Grand Prix de Peso Pesado de Rizin. |
| Victoria      | 5–0      | Joaquim Ferreira | KO (puñetazo)                                | Plotforma S-70 6th                         | 29 de agosto de 2015    | 1     | 0:22   | Sochi                   | |
| Victoria      | 4–0      | Isidor Bunea     | TKO (sumisión a los golpes)                  | SOMMAF: Steel Battle 2                     | 24 de abril de 2015     | 1     | 1:00   | Stari Oskol             | |
| Victoria      | 3–0      | Michal Gutowski  | TKO (golpes)                                 | Alexander Nevsky MMA: Liberation           | 5 de agosto de 2013     | 1     | 4:32   | Stari Oskol             | |
| Victoria      | 2–0      | Andrei Trufaikin | TKO (golpes)                                 | RadMer 4: 2 Round                          | 27 de junio de 2013     | 1     | 2:29   | Sterlitamak             | |
| Victoria      | 1–0      | Magomed Datsiev  | TKO (golpes)                                 | Way of the Warrior 3                       | 31 de mayo de 2013      | N/A   | N/A    | Tambov                  | Debut en MMA. |